# In This World (single van The Ditch)
In This World is een nummer de Belgische band The Ditch uit 2009. Het is de tweede single van hun gelijknamige debuutalbum.
Hoewel "In This World" een vrolijk geluid heeft, is de tekst dat minder en lijkt de liedverteller de wereld te willen veranderen.
Het nummer werd een klein succesje in Vlaanderen, waar de tweede positie bereikte in de tipparade.

## Tracklijst
Cd-single
- "In This World" - 3:35